# Fotogrammi d'argento 1982
La 32ª edizione dei Fotogrammi d'argento, assegnati dalla rivista spagnola di cinema Fotogramas, si è svolta il 16 marzo 1982.

## Premi e candidature

### Miglior film spagnolo
- Maravillas, regia di Manuel Gutiérrez Aragón

### Miglior film straniero
- Atlantic City, U.S.A. (Atlantic City), regia di Louis Malle  ·   Canada /  Francia
- Fedora, regia di Billy Wilder  ·   Francia /  Germania Ovest

### Miglior interprete cinematografico spagnolo
- Luis Escobar - Patrimonio nazionale (Patrimonio nacional)[3]
- Fernando Fernán Gómez - Maravillas
- Lola Herrera - Funcion de noche

### Miglior interprete cinematografico straniero
- Burt Lancaster - Atlantic City, U.S.A.
- Robert De Niro - Toro scatenato (Raging Bull)
- Jessica Lange - Il postino suona sempre due volte (The Postman Always Rings Twice)
- Meryl Streep - La donna del tenente francese (The French Lieutenant's Woman)

### Miglior interprete televisivo
- Carmen Maura - Esta noche
- Antonio Ferrandis - Verano azul
- Emma Penella - Teatro

### Miglior interprete teatrale
- Concha Velasco - Yo me bajo en la proxima ¿y usted?